# Реликт (роман)
«Реликт» — роман-эпопея советского и российского писателя-фантаста Василия Головачёва в трёх томах (шести книгах). Описывает события жизни человечества в XXII—XXIV веках.
Сюжет начинается со встречи землян с реликтовой формой жизни в космосе, спора которой сохранилась со времени рождения Вселенной, а заканчивается грандиозным противостоянием разумных Вселенных, в котором люди пытаются отстоять своё право на жизнь. В книгах затронуты такие важные темы, как взаимоотношения людей между собой и с другим вселенским разумом, борьба добра и зла, любовь и ненависть. Роман включает остросюжетные приключения и философские размышления о смысле жизни. Герои произведения верят, что имеют право на жизнь и отстаивают это право, при этом не забывая об этических и нравственных моментах в своих поступках.

## Состав романа
В период с 1979 до 1991 года Головачёв издал повесть и три романа, которые были связаны общей сюжетной линией, но издавались отдельно друг от друга, причём часто одна и та же книга в разных издательствах выходила под различными названиями. В 1995 году как продолжение цикла были написаны ещё два романа, после чего все шесть частей были объединены в один роман-эпопею «Реликт» и изданы тремя томами по две книги в каждом. В 1999 и 2009 годах изданы ещё два романа, «Абсолютный игрок» и «Мегаморф, или Возвращение Реликта», соответственно, продолжающие сюжет «Реликта». Вместе с основным романом они образуют цикл «Хроники Реликта».

### Непредвиденные встречи
Повесть, издана в 1979 году. Также называлась «Сжатая пружина». Время действия — 2174—2175 года. Описаны открытие и исследования планеты Тартар, населённой негуманоидной цивилизацией. Главный герой повести — Габриель Грехов, спасатель Управления аварийно-спасательной службы (УАСС), которому приходится выступить посредником между людьми и чужой цивилизацией.

### Пришествие
Роман, издан в 1991 году. Другое название — «Игра с огнём». В глубоком космосе люди случайно обнаруживают несколько спор размером с астероид, которые подают признаки разумной жизни. Одну из спор помещают на Марсе для исследований. Спора активируется, и из неё развивается Конструктор — реликтовая форма жизни, сохранившаяся со времени начала существования Вселенной. Растущий Конструктор использует треть вещества Марса для построения собственного тела и своей деятельностью приводит человечество в ужас. Габриель Грехов и серые призраки (негуманоидная цивилизация, идущая на контакт только с Греховым) убеждают Конструктора покинуть Солнечную систему.

### Возвращение блудного конструктора
Роман, издан в 1991 году. Другое название — «Большой выстрел». В дальнем космосе пограничники обнаруживают физическую аномалию, которая с огромной скоростью, многократно превышающей световую, приближается к Солнечной системе. Аномалией заинтересовались внеземные разумные существа (серые призраки и чужане), но с людьми они контактируют неохотно. Габриэль Грехов, самый сильный интрасенс, ставший ко времени действия романа проконсулом Совета старейшин, начал разбираться в ситуации и контактировать с инопланетянами. После многочисленных исследований выдвигается гипотеза: аномалия представляет собой Конструктора, возвращающегося из иной вселенной и находящегося без сознания. На Земле назревает паника и идут дискуссии относительно возможности уничтожения Конструктора, который при приближении может разрушить Солнечную систему. Выясняется, что Конструктор перед уходом из Солнечной системы «высадил» из себя людей, которых он поглотил в состоянии споры, и теперь эти люди, ставшие интрасенсами и названные К-мигрантами, активно противодействуют попыткам уничтожения возвращающегося Конструктора. Аристарх Железовский, комиссар Службы безопасности, и Ратибор Берестов, агент службы безопасности, пытаются обеспечить стабильное функционирование человечества и обезвредить К-мигрантов. Роман заканчивается отправкой двух добровольцев (Берестова и одного К-мигранта) внутрь аномалии с целью контакта с Конструктором.

### Дети вечности
Роман, издан в 1991 году. Другие названия — «Запределье» и «Большой выстрел». Продолжение романа «Возвращение блудного Конструктора». Древнее разумное существо (Конструктор) продолжает приближаться к Солнечной системе, хотя и с меньшей скоростью. Попытки контакта с Конструктором оказываются безрезультатными. Человечество охватывает страх, учёные и политики ищут пути спасения цивилизации. Габриэль Грехов убеждает руководство человечества, что Конструктор сильно травмирован после возвращения в нашу Вселенную и находится без сознания. Конструктор входит в Солнечную систему и своей гигантской массой вызывает катастрофические изменения среди дальних планет и их спутников. Грехов, Железовский и Берестов убеждают К-мигрантов прекратить сопротивление и совместно с учёными искать пути контакта с Конструктором. Коллективными усилиями человечества удается «вылечить» Конструктора, и он выходит на контакт. Выясняется, что Конструктор предвидел своё травмирование при возвращении в нашу Вселенную и специально направился к людям за помощью. После этого Конструктор корректирует орбиты планет, вызванные его перемещениями, и покидает Солнечную систему. Габриэль Грехов, серый призрак, чужанин и К-мигранты следуют вместе с ним.

### Контрразведка
Роман, издан в 1995 году. Другое название — «Контрольный выстрел». Действие разворачивается через 50 лет после ухода Конструктора.

### Закон перемен
Роман, издан в 1995 году.